# بروس بولدن
بروس بولدن (بالإنجليزية: Bruce Bolden)‏ مواليد 30 نوفمبر 1966 في جاكسون، هو لاعب كرة سلة أمريكي معتزل. بدأ مسيرته الاحترافية في سنة 1985. يبلغ طوله 6 قدم 7 بوصة (2.0 م). اعتزل اللعب في 2004. لعب مع سيدني كينجز في الدوري الأسترالي لكرة السلة.